# Franco Albini
Pour les articles homonymes, voir Albini.
Franco Albini, né le 17 octobre 1905 à Robbiate, près de Milan et mort le 1er novembre 1977, est un architecte et un designer néo-rationaliste italien, qui se rattache au mouvement du Rationalisme italien.

## Biographie
Franco Albini obtient son diplôme d'architecture à l'École polytechnique de Milan en 1929 et commence sa carrière professionnelle en travaillant pour Gio Ponti. Il commence à exposer ses travaux à la Triennale de Milan et se met à son compte en 1930.
À travers ses créations, le design moderne se mêle à l'artisanat traditionnel italien dans de nouvelles formes de modernisme. Il utilise des matériaux bruts et bon marché et tire parti des compétences de l'artisanat italien. Cela induit un design élégant basé sur une esthétique minimaliste.
L'un de ses premiers succès est, en 1939, une radio faite en verre de manière à rendre visible les composants à l'intérieur. Mais, jugée trop avant-gardiste pour l'époque, la radio n'a jamais été fabriquée.
En 1950 il conçoit ses fameux fauteuils en rotin Margherita et Gala. En 1952, il crée le fauteuil Fiorenza pour la société Artflex ; en 1955, le fauteuil Luisa pour lequel il est primé en recevant le compas d'or; en 1956, la Rocking chaise pour Poggi.
Dans les années 1960 il travaille pour le design industriel, ainsi que pour des projets architecturaux important : Bâtiment Rinascente à Rome (1961), stations de métro de Milan (1963).
En 1964, le téléviseur qu'il conçoit pour Brionvega est exposé à la Triennale de Milan. La même année, il crée différentes lampes pour la société Arteluce de Gino Sarfatti.
Albini était aussi architecte d'intérieur, par exemple pour la boutique de fourrures Zanini à Milan ou encore comme architecte muséographe pour le musée du trésor de San Lorenzo à Gênes.

## Prix et reconnaissances
En 1971, il a été nommé Royal Designer honoraire pour l'industrie (RDI) par la Royal Society for Arts (RSA) de Londres.

## Sources
- (en) Cet article est partiellement ou en totalité issu de l’article de Wikipédia en anglais intitulé « Franco Albini » (voir la liste des auteurs).